# Protensus kiushiuensis
Protensus kiushiuensis är en insektsart som beskrevs av Vilbaste 1967. Protensus kiushiuensis ingår i släktet Protensus och familjen dvärgstritar. Inga underarter finns listade i Catalogue of Life.